# Белый, Юрий Александрович
Юрий Александрович Белый (28 мая 1965 год — 12 мая 2016 год) — профессор, доктор медицинских наук, Заслуженный врач РФ, член-корреспондент РАЕН.

## Биография
Юрий Александрович Белый родился в 1965 году. Окончил Смоленский государственный медицинский институт (1988).
Проходил интернатуру в Калужском филиале МНТК «Микрохирургия глаза», по её окончании работал там же: офтальмолог, с 2000 по 2003 г. заведующий отделом витреоретинальной хирургии, с февраля 2003 по апрель 2016 года заместитель директора по научной работе.
С апреля 2016 года директор Оренбургского филиала МНТК «Микрохирургия глаза».
Кандидат медицинских наук (1998), тема диссертации «Магниторетинопексия в комплексном хирургическом лечении отслоек сетчатки с гигантскими ретинальными разрывами и отрывами, осложненных полиферативной витреоретинопатией».
Доктор медицинских наук (2002), тема диссертации «Разработка новых витреоретинальных технологий на базе полимерных эластичных магнитных имплантатов».
В 2009 г. присвоено ученое звание профессора по специальности «Глазные болезни». Член-корреспондент РАЕН.
Умер 12 мая 2016 года в Оренбурге в результате сердечного приступа во время занятий в бассейне фитнес-центра.

## Награды и звания
Заслуженный врач РФ (Указ Президента РФ от 07 февраля 2008 г. № 158).
Заслуженный деятель науки и техники Калужской области.
Аакадемическая премия им. А. Л. Чижевского в области науки и техники.

## Труды
Юрий Александрович Белый — автор и соавтор более 700 печатных работ, среди них более 60 статей в ведущих рецензируемых научных журналах, монографии, около 200 патентов Российской Федерации на изобретение.
Впервые разработал и адаптировал к применению в офтальмохирургии полимерные эластичные магнитные имплантаты.
Сочинения:
- Ранняя диагностика и мониторинг ретинопатии недоношенных (в соавторстве). Калуж. фил. МНТК «Микрохирургия глаза», 2008 ISBN 5-94289-037-4, 9785942890377